# Endosomy
Endosomy – organelle komórkowe odpowiadające za sortowanie materiału pobranego na drodze endocytozy. Endosomy to błoniaste struktury cytoplazmatyczne o postaci zbiorników i cewek, biorące udział w endocytozie, segregacji i transporcie.
Wyróżnia się:
- endosomy wczesne:

w pobliżu błony komórkowej
powstają przez zlanie się pęcherzyków endocytarnych oraz pęcherzyków transportujących makrocząsteczki (z aparatu Golgiego). Błona endosomów wczesnych może pączkować do ich wnętrza tworząc ciałka wielopęcherzykowe (endosomy późne)
- endosomy późne,

grupa pęcherzyków otoczona wspólną błoną znajdują się w głębi cytoplazmy.
Powstają po ok. 20 min.
Wewnątrz endosomów znajdują się białka (wniknęły na drodze endocytozy) których losy zależą od ubikwitynacji (połączenia z małocząsteczkowym białkiem – ubikwityną):
- białka nieubikwitynowane podlegają recyrkulacji błon i pozostają w komórce (korzystają z tego drobnoustroje jak HIV, prątki gruźlicy i cząsteczki toksyn);
- białka ubikwitynowane 1 cząsteczką ubikwityny są kierowane do lizosomów i tam niszczone;
- białka ubikwitynowane 4 cząsteczkami ubikwityny kierowane są do proteasomów i tam niszczone.